# 激突!あごはずしショー
激突!あごはずしショー（げきとつあごはずしショー）はニッポン放送で1987年10月10日から1988年3月26日まで放送されていたバラエティ番組。

## 概要
ニッポン放送は、1987年の週末ナイターオフ枠にてタモリのナイターオフ枠のレギュラー番組として放送されていた『だんとつタモリ おもしろ大放送!』の以降の時間枠を、公開オーディション番組として編成する事となった。番組構成は、予選オーディションを勝ち抜いてきた素人、芸人が自分のネタを観客や審査員の前で披露し、それが面白くないと感じた審査員は手を上げ、審査員全員が手を上げるか持ち時間いっぱいまでネタを披露できるゴングショー形式の公開オーディションコーナーを柱としており、優勝賞品はニッポン放送の番組のレギュラー獲得だった。
番組は基本的に公開生放送形式を採用しており、リスナー観覧も事前のハガキ抽選では無く、当日の先着順で観覧が可能で渋谷109スタジオをメインにニッポン放送有楽町旧社屋のラジオハウス銀河（現社屋ではイマジンスタジオに改称）にて放送していた。
番組の司会（パーソナリティ）は、同年9月まで『オールナイトニッポン』火曜2部（越前屋俵太のオールナイトニッポン）を担当していた越前屋俵太が担当し、アシスタントは元オールナイターズの今井が担当した。
電話帳から任意に選んだ家庭に電話して番組を聞いており「激突」に対して「あごはずしショー」と合い言葉を言えたら賞金100万円をプレゼントするという企画もやっていた。当然のようにプレゼントされることはなかった。

## 出演者

### パーソナリティ
- 越前屋俵太（コメディアン）

### アシスタント
- 今井由美子※現・今井結梨（タレント、元オールナイターズ1期生[注釈 1]

### 審査員
固定ではない
- 武内チャコ
- 荻昌樹（当時：渡辺プロダクション宣伝部社員、荻昌弘長男）
- 常倉十紀二（放送作家）

#### ゲスト
- 真弓倫子（タレント） - 1987年10月10日

## ネット局
- 青森放送：土曜日 20:00 - 21:00（同時ネット）
- 西日本放送：土曜日 20:00 - 21:00（同時ネット）
- 長崎放送：土曜日 20:00 - 21:00（同時ネット）
- 南日本放送：日曜日 21:00 - 22:00（時差ネット）

## スタッフ
- ディレクター：安岡喜郎、寺内壮
- プロデューサー：勅使川原昭（当時：営業部所属）
- 構成作家：石田章洋（伊集院光の兄弟子）ほか

## その他

### エピソード
1987年12月に、当時三遊亭楽太郎（後の6代目三遊亭円楽）の弟子であった落語家の三遊亭楽大が構成作家である石田章洋から頼まれ、実質的な人数合わせのサクラとして番組のオーディションに参加。しかし楽大は当時はまだ前座の身分であったため、ディレクターの安岡喜郎が落語家とバレないよう「伊集院光」と命名し、ギャグオペラ歌手というふれ込みで参加し公開オーディションで優勝。『山口良一のそれゆけ!土曜日行進曲』のレギュラーを獲得した。
当時のラジオ番組のパーソナリティは顔を出す事が少なく、架空の経歴を盛りながら番組に出演した結果、伊集院光としての評価が業界内外から上がってきていたが、その正体のカミングアウトを許されずそのままニッポン放送の番組出演し続ける事となった。
伊集院が「審査員の方、この問題が分かったら手を上げてください」というネタを披露した所、本当に審査員全員が手を上げてしまい、あっという間にネタ見せが終了したことがある。ダイハツ・リーザを商品としたグランドチャンピオン大会においても優勝している。
伊集院を含むグランドチャンピオン大会上位二組は大阪一泊二日旅行を獲得したが、それは翌週に心斎橋筋2丁目劇場で開催される大阪大会に出場するためだった。大阪大会でのゲスト審査員は、当時初の看板番組『4時ですよ～だ』でブレイクしたダウンタウンで、松本人志からは「最後の人（伊集院）ね、最後の人はほんとになんかお金になりそうでしたね」と評された。